# Non dire sì - L'amore sta per sorprenderti
Non dire sì - L'amore sta per sorprenderti (The Best Man) è un film del 2005 diretto da Stefan Schwartz.

## Trama
Olly è un giovane scrittore che ha avuto un blocco all'apice della sua carriera. Sta per fare da testimone al matrimonio di un vecchio amico di college, ma c' è un problema : è innamorato della futura sposa, la bella Sarah. Così, il suo migliore amico, Murray, un eccentrico perdigiorno, fa di tutto per mettere al rivale del compare i bastoni fra le ruote. Infatti James è sempre stato un donnaiolo. Olly però è un moralista, e vuole favoreggiare il matrimonio. Murray si arrende, finché Olly capisce che James ha davvero tradito Sarah. Inizia un'inverosimile corsa contro il tempo per impedire il matrimonio, con l'aiuto dell'amico, e così Olly riesce ad avere il suo lietofine con la ragazza.